# Han Huidi
Liu Ying (chiń. 劉盈; pinyin Liú Yíng), Cesarz Hui z dynastii Han (chiń. 漢惠帝; pinyin Hàn Hùidì, ur. 210 p.n.e., zm. 188 p.n.e.) – drugi władca dynastii Han, najstarszy syn cesarza Gao i cesarzowej Lü Zhi.
Jako najstarszy syn cesarza Gao, został ustanowiony następcą tronu w 205 r.p.n.e. i choć jego ojciec miał preferować młodszego syna, Liu Ruiyi, jednak nie dokonał zmiany przed śmiercią w 195 r.p.n.e. Piętnastoletni Liu Ying wstąpił na tron jako cesarz Hui, aczkolwiek dopiero cztery lata później odbył ceremonię oficjalnego wstąpienia w wiek męski. Miał być zdominowany przez matkę, ambitną i okrutną cesarzową-wdowę Lü, która by zabezpieczyć jego panowanie (i swoje wpływy), miała zamordować zarówno Liu Ruyi, jak i trzech innych synów cesarza Gao. Zastraszony pokazem okrucieństwa, jaki dała mu matka podczas egzekucji konkubiny ojca, damy Qi (matki Liu Ruyi), miał odsunąć się od rządzenia, pogrążając w rozpuście i alkoholizmie.
Najważniejszymi wydarzeniami jego panowania było ustanowienie kultu jego ojca, cesarskiego przodka i budowa wielu świątyń ku jego czci, dla umocnienia prestiżu panującej dynastii, oraz budowa murów miejskich Chang’anu. Przebudowany Chang’an był w całości otoczony murami (poprzednio jedynie pałace miały mury obronne) i choć nie miał zalecanego kształtu kwadratu, liczba  bram, rozmieszczenie głównych świątyń i przebieg głównych ulic były dostosowane do kosmologicznych zaleceń zawartych w księdze Kao gong ji. Innymi posunięciami była rozbudowa państwowych spichrzów i złagodzenie prawa, w szczególności odwołanie zakazu z czasów dynastii Qin posiadania niektórych rodzajów ksiąg.
W polityce zagranicznej dwór Han pozostawał stosunkowo bierny, uznając niezależność królestwa Donghai (w dzisiejszej prowincji Fujian) i królestwa Nanyue (przyjmując dary od jego króla Zhao Tuo w 192 r.p.n.e.). Wydał też jedną z księżniczek za władcę Xiongnu, by podtrzymać pokojowe relacje.
Nie posiadał dzieci z żoną-cesarzową Zhang Yan, i gdy w 188 r.p.n.e. zmarł z przyczyn naturalnych w wieku zaledwie 23 lat, na tron wstąpili kolejno jego dwaj synowie z pomniejszych konkubin. Obaj byli dziećmi, a realną władzę sprawowała cesarzowa-wdowa Lü Zhi.